# Milovan Đorić
Milovan Đorić (né le 6 août 1945 à Bioska en Serbie) est un footballeur serbe, défenseur de l'Étoile Rouge de Belgrade et de l'équipe de Yougoslavie dans les années 1960.
Đorić n'a marqué aucun but lors de son unique sélection avec l'équipe de Yougoslavie en 1969.

## Carrière
- 1967-73 : FK Étoile rouge de Belgrade  Yougoslavie
- 1973-75 : Real Oviedo  Espagne

## Palmarès

### En équipe nationale
- 1 sélection et aucun but avec l'équipe de Yougoslavie en 1969.

### Avec l'Étoile rouge de Belgrade
- Vainqueur du Championnat de Yougoslavie de football en 1968, 1969, 1970 et 1973.
- Vainqueur de la Coupe de Yougoslavie de football en 1970 et 1971.